# Gullegem Koerse 1958
De 10e editie van de Belgische wielerwedstrijd Gullegem Koerse werd verreden op 10 juni 1958. De start en finish vonden plaats in Gullegem. De winnaar was Gustaaf Van Vaerenbergh, gevolgd door Gilbert Desmet I en Marcel Ongenae.

## Uitslag
| Gullegem Koerse 1958 |                         |                       |      |
| Plaats               | Naam                    | Ploeg                 | Tijd |
| Winnaar              | Gustaaf Van Vaerenbergh | Van Eenaeme-Coppi     |      |
| 2                    | Gilbert Desmet I        | Faema-Guerra-Clément  |      |
| 3                    | Marcel Ongenae          | Mercier-BP-Hutchinson |      |

1942 · 1943 · 1944 · 1945 · 1946 · 1947 · 1948 · 1949 · 1950 · 1951 · 1952 · 1953 · 1954 · 1955 · 1956 · 1957 · 1958 · 1959 · 1960 · 1961 · 1962 · 1963 · 1964 · 1965 · 1966 · 1967 · 1968 · 1969 · 1970 · 1971 · 1972 · 1973 · 1974 · 1975 · 1976 · 1977 · 1978 · 1979 · 1980 · 1981 · 1982 · 1983 · 1984 · 1985 · 1986 · 1987 · 1988 · 1989 · 1990 · 1991 · 1992 · 1993 · 1994 · 1995 · 1996 · 1997 · 1998 · 1999 · 2000 · 2001 · 2002 · 2003 · 2004 · 2005 · 2006 · 2007 · 2008 · 2009 · 2010 · 2011 · 2012 · 2013 · 2014 · 2015 · 2016 · 2017 · 2018 · 2019 · 2020 · 2021 · 2022 · 2023 · 2024